# Dissolution Honours List 2010

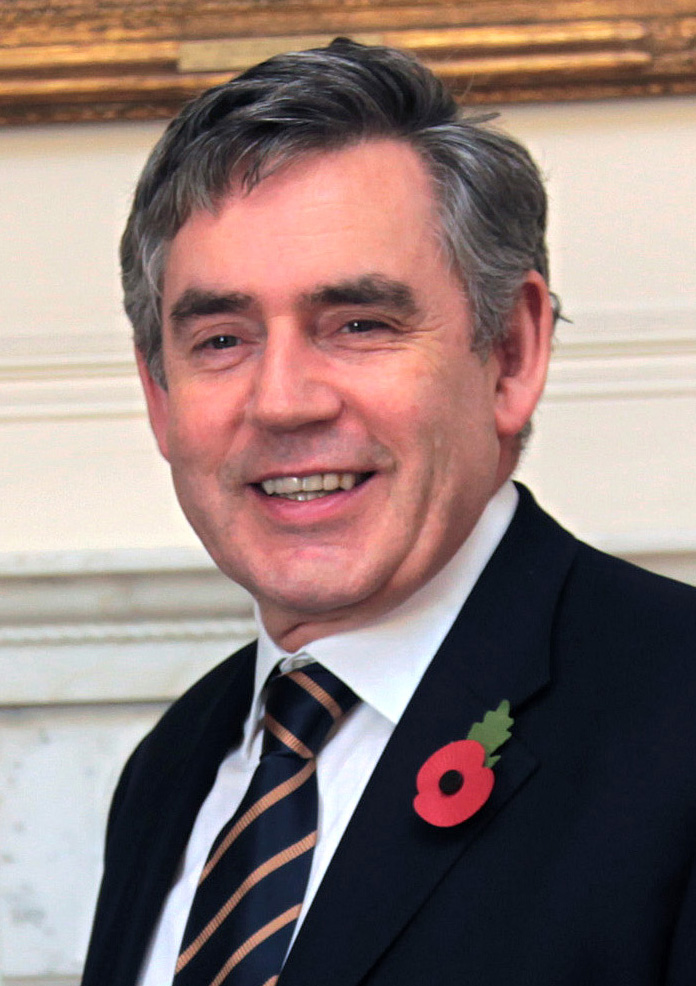
Gordon Brown

Die Dissolution Honours List 2010 wurde am 28. Mai 2010 vom abgewählten Premierminister Gordon Brown zusammengestellt. Die Liste wurde am 15. Juni in der London Gazette veröffentlicht.

## Life Peerages
Conservative Party
- Timothy Boswell
- Angela Browning
- John Gummer
- Michael Howard
- John Maples
- Michael Spicer

Labour Party
- Hilary Armstrong
- Des Browne
- Quentin Davies
- Beverley Hughes
- John Hutton
- Jim Knight
- Tommy McAvoy
- John McFall
- John Prescott
- John Reid
- Angela Smith
- Don Touhig
- Michael Wills

Liberal Democrats
- Richard Allan
- Matthew Taylor
- Phil Willis

Democratic Unionist Party
- Ian Paisley

Crossbench
- Ian Blair

## Working Peers
Conservative
- Guy Black
- Margaret Eaton
- Edward Faulks
- John Gardiner
- Helen Newlove
- Dolar Popat
- Shireen Ritchie
- Deborah Stedman-Scott
- Nat Wei
- Simon Wolfson

Labour
- Jeremy Beecham
- Paul Boateng
- Rita Donaghy
- Jeannie Drake
- Dianne Hayter
- Anna Healy
- Roy Kennedy
- Helen Liddell
- Roger Liddle
- Jack McConnell
- John Monks
- Sue Nye
- Maeve Sherlock
- Wilf Stevenson
- Margaret Wheeler
- Michael Williams

Liberal Democrats
- Floella Benjamin
- Mike German
- Meral Hussein-Ece
- Ken Macdonald
- Kate Parminter
- John Shipley

## Knights Bachelor
- Keith Hill – Hill lehnte den Titel ab, da er ihn als „peinlich“  empfinde.[2]
- Bill O’Brien
- Ian McCartney

## Privy Council
- Dominic Grieve MP QC
- Greg Clark MP
- Alan Duncan MP
- Chris Grayling MP
- Nick Herbert MP
- Baroness Neville-Jones
- Grant Shapps MP
- Theresa Villiers MP
- David Willetts MP
- David Mundell MP
- John Randall MP
- Mark Francois MP
- Nigel Dodds MP MLA
- Joan Ruddock MP
- Lord West of Spithead
- Carwyn Jones AM
- Alex Fergusson MSP